# Kokedama

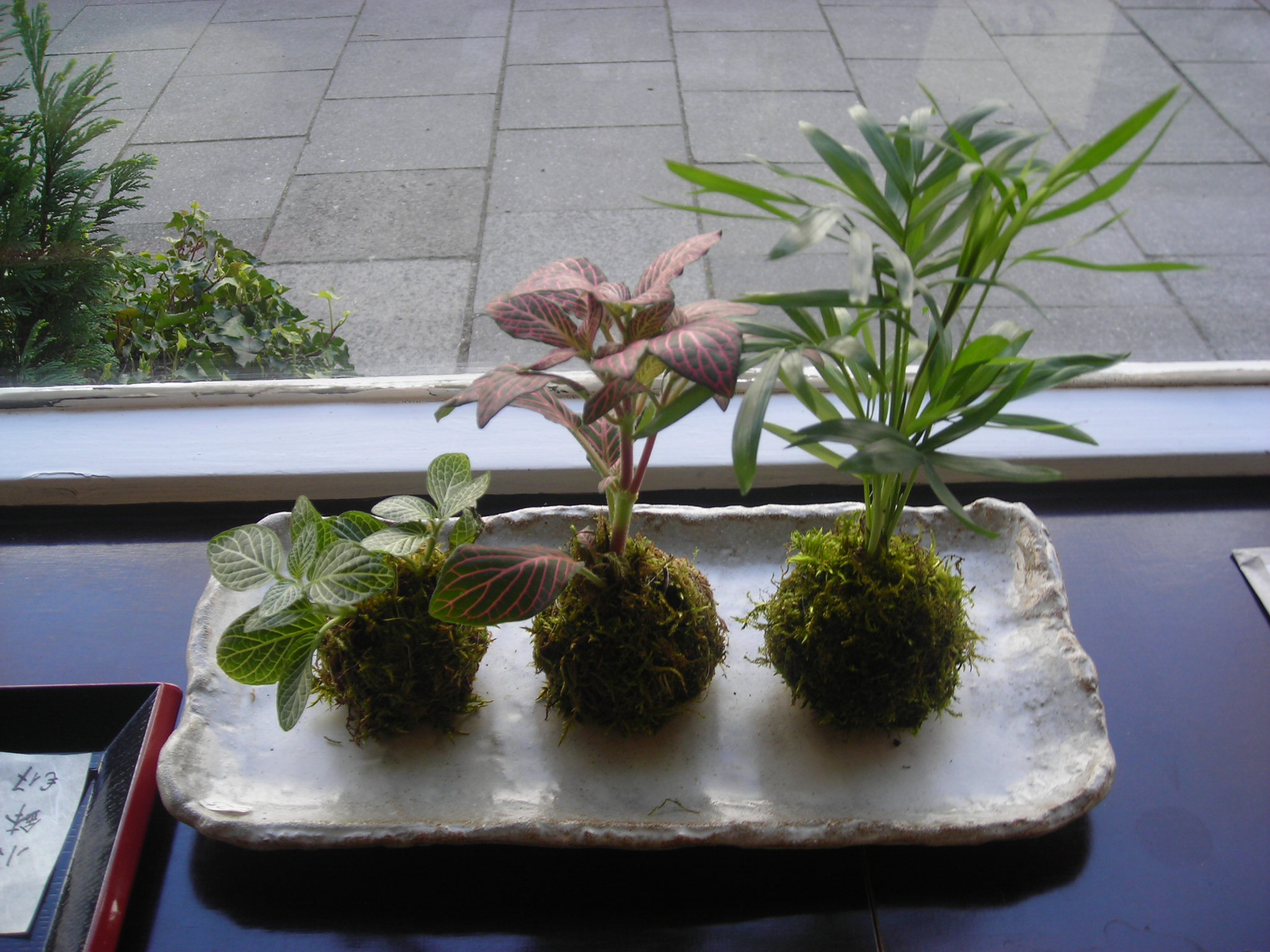
Kokedama

Kokedama (苔玉 nghĩa là bóng rêu) là một quả cầu gồm đất phủ rêu bao quanh, và một cây cảnh mọc bên trên. Nguồn gốc của ý tưởng này là từ Nhật Bản, từ sự kết hợp của hai cách trồng nearai bonsai và kusamono. Ngày nay, Kokedama rất phổ biến ở nhà vườn Nhật Bản.

## Tạo tác
Kokedama còn được gọi bonsai của người nghèo. Nó được làm từ đất Akadama ẩm và Keto (than bùn) và tạo thành dáng hình cầu. Cây được đặt vào trong quả cầu này và sau đó phủ rêu bọc bên ngoài. Dùng giấy nhôm hoặc bao nylon để cố định bó nó lại, và đôi khi được sử dụng để treo Kokedama lơ lửng.

## Chăm sóc

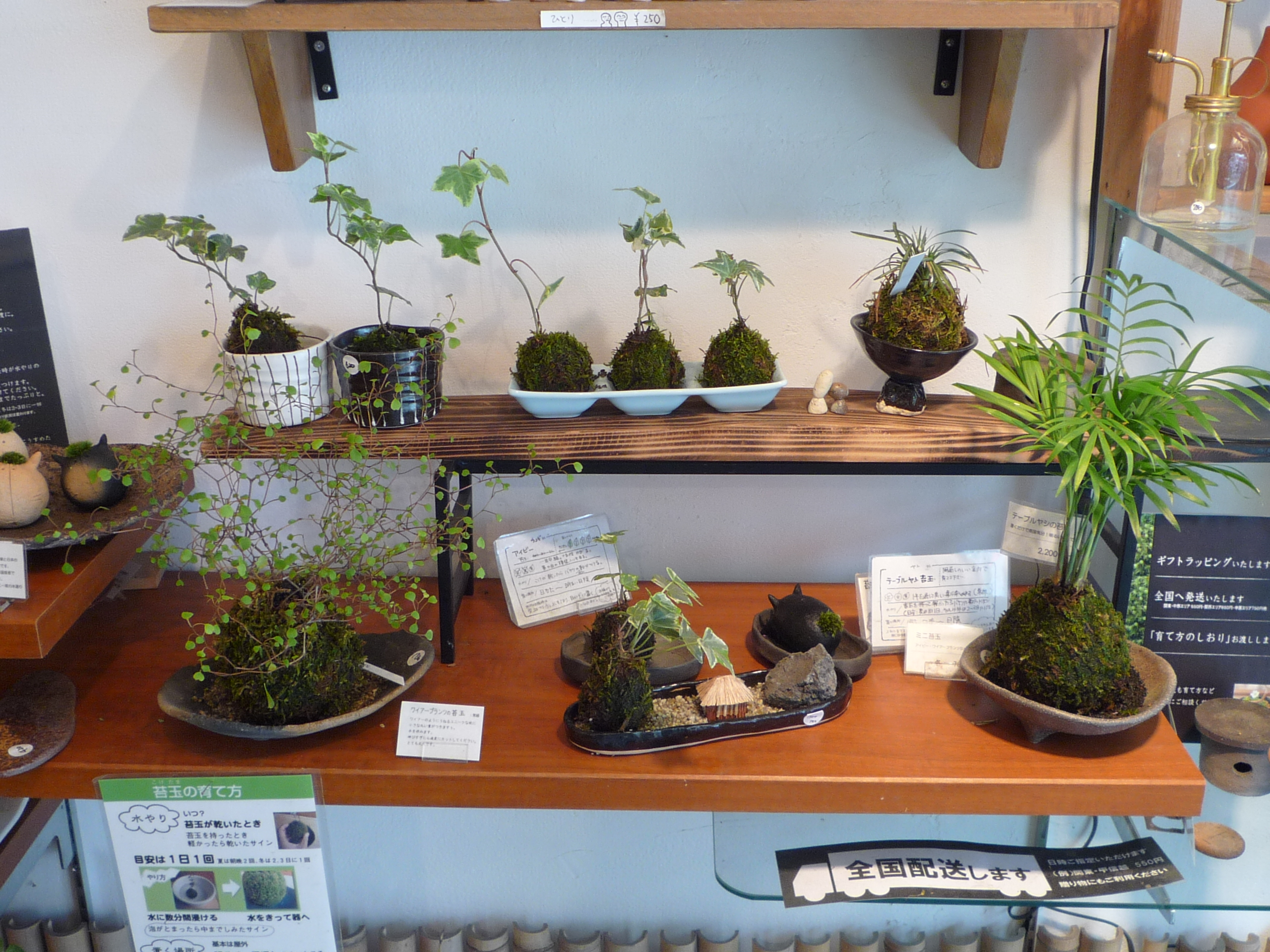
Kokedama ở Kyoto

Kokedama phải được tưới nước thường xuyên. Một phương pháp chăm sóc bằng cảm nhận khối lượng của Kokedama theo từng thời điểm - khi quả bóng trở nên nhẹ hơn, nó có thể được ngâm vào nước. Những cây trồng tốt nhất cho kokedama là những cây có yêu cầu khả năng che phủ trung bình hoặc hoàn toàn, bởi vì ánh nắng trực tiếp có thể dễ dàng làm cháy và biến kokedama thành màu nâu.